# Злинка
Злинка (рус. Злынка) град је у Русији у Брјанској области. Према попису становништва из 2010. у граду је живело 5507 становника.

## Становништво
| 1939. | 1959. | 1970. | 1979. | 1989. | 2002. | 2010. |
| ----- | ----- | ----- | ----- | ----- | ----- | ----- |
| 8.800 | 6.003 | 6.106 | 5.904 | 5.586 | 5.372 | 5.507 |